# واوژنچتسه (استان اشوی‌داشکسیه)
واوژنچتسه (به لهستانی: Wawrzeńczyce) یک منطقهٔ مسکونی در لهستان است که در گمینا پاوووو واقع شده‌است. واوژنچتسه ۲۷۰ نفر جمعیت دارد.